# Fülöp-szigeteki levélmadár
A Fülöp-szigeteki levélmadár vagy filippin levélmadár (Chloropsis flavipennis)  a madarak osztályának verébalakúak (Passeriformes) rendjébe és a levélmadárfélék (Chloropseidae) családjába tartozó faj.

## Előfordulása
A Fülöp-szigetekhez tartozó Mindanao, Leyte, és Cebu szigetek területén honos.

## Megjelenése
Testhossza 18 centiméter. Teljes tollazata élénkzöld, kivéve a sárga szemgyűrűjét, a torkán lévő sárga foltot.

## Szaporodása
Szaporodási időszaka júniustól augusztusig tart.